# Сидар Мил (Орегон)
Сидар Мил (енгл. Cedar Mill) насељено је место без административног статуса у америчкој савезној држави Орегон.

## Демографија
По попису из 2010. године број становника је 14.546, што је 1.949 (15,5%) становника више него 2000. године.
| Група             | 2000.          | 2010.          |
| Белци             | 10.384 (82,4%) | 10.973 (75,4%) |
| Афроамериканци    | 108 (0,9%)     | 143 (1,0%)     |
| Азијати           | 941 (7,5%)     | 1.913 (13,2%)  |
| Хиспаноамериканци | 767 (6,1%)     | 911 (6,3%)     |
| Укупно            | 12.597         | 14.546         |